# 알두스 (글꼴)

알두스(Aldus)는 헤르만 차프(Hermann Zapf)가 1954년에 디자인한 올드 스타일의 세리프 서체이다. 알두스라는 이름은 15세기 베네치아의 저명한 인쇄가인 알두스 마누티우스(Aldus Manutius)의 이름에서 따온 것이다.
차프는 팔라티노를 표제용 서체로 사용하려고 하였고, 그 짝으로 사용할 본문용 서체로 알두스를 디자인하였다. 사실 차프는 알두스에 팔라티노 북(Palatino Book)이라는 이름을 붙이고 싶어 했을 정도로 알두스는 팔라티노를 보완하는 성격이 강하지만, 팔라티노보다는 획의 무게가 가벼우며, 카운터(counter)가 열려있으며, 작은 크기의 글자를 사용하는 본문에 더 알맞다.

## 알두스 노바(Aldus nova)
헤르만 차프는 아키라 코바야시(Akira Kobayashi)의 도움을 받아 알두스 노바를 디자인하였다. 알두스 노바에는 볼드체가 추가되었으며, 팔라티노 노바와 비슷한 수준의 문자 세트를 지원하나, 본문용 폰트에서는 그리스 및 키릴 알파벳은 사용할 수 없다. 앰퍼센드 안의 바(bar)는 본문 로만체(book roman) 폰트에서만 사용할 수 있다.

## 참조 자료
- Blackwell, Lewis. 20th Century Type. Yale University Press: 2004. ISBN 0-300-10073-6.
- Fiedl, Frederich, Nicholas Ott and Bernard Stein. Typography: An Encyclopedic Survey of Type Design and Techniques Through History. Black Dog & Leventhal: 1998. ISBN 1-57912-023-7.
- Jaspert, W. Pincus, W. Turner Berry and A.F. Johnson. The Encyclopædia of Type Faces. Blandford Press Lts.: 1953, 1983. ISBN 0-7137-1347-X.
- Macmillan, Neil. An A–Z of Type Designers. Yale University Press: 2006. ISBN 0-300-11151-7.
- Zapf, Hermann. Manuale Typographicum. The MIT Press: 1970. ISBN 0-262-24011-4.